# Frans Reinhold Kjellman
Frans Reinhold Kjellman (4 novembre 1846 – 22 aprile 1907) è stato un botanico ed esploratore svedese, specializzato nello studio delle alghe marine nelle acque artiche.

## Biografia

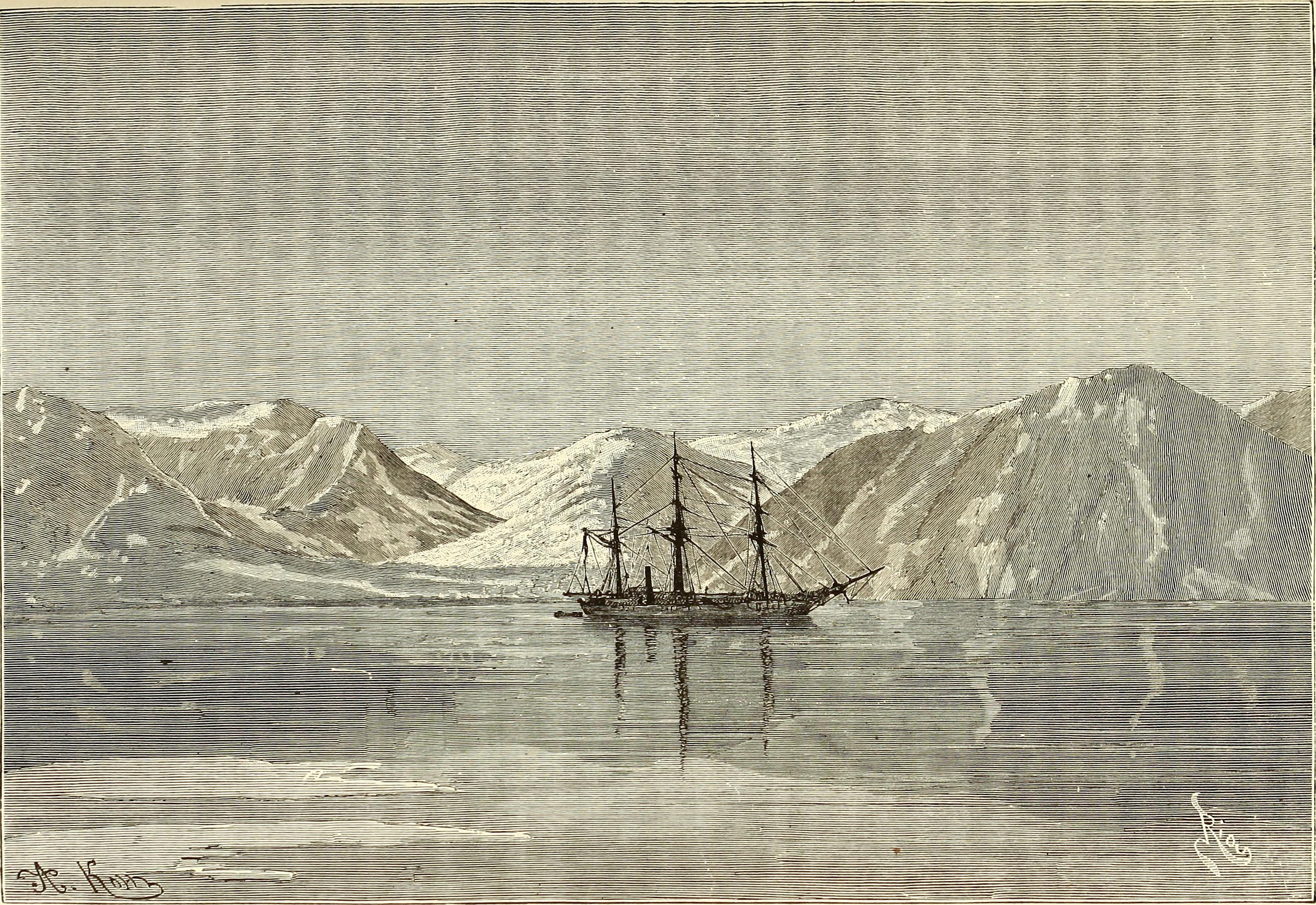
Il brigantino SS Vega nei mari dell'Artide.

Kjellman , dopo il dottorato di ricerca presso l'Università di Uppsala divenne docente presso lo stesso ateneo nel 1872 e insegnò anche in altri istituti. Ottenne la cattedra di botanica ed economia pratica nel 1899.
Partecipò a varie spedizioni nell'Artico e fu l'esperto botanico a bordo del pirovascello Vega (la prima nave sulla rotta artica del passaggio a nord-est) con Adolf Erik Nordenskiöld (spedizione Vega). Dalle ricerche realizzate in queste spedizioni Kjellman ricavò materiale per numerose pubblicazioni sulla vegetazione marina artica e sulla loro natura e sistematica.
Quando morì, nel 1907, venne sepolto nel cimitero vecchio di Uppsala.

## Opere
- (SV) Studier öfver Chlorophyceslägtet Acrosiphonia J.G. Ag. och dess skandinaviska arter af F[rans] R[einhold] Kjellman, Stockholm, Boktr. P.A. Norstedt & söner, 1893, OCLC 252303390.
- (SV) Om Floridé-slägtet Galaxaura, dess organografi och systematik af F[rans] R[einhold] Kjellman, Stockholm, P.A. Norstedt & Söner, 1900, OCLC 252303380.
- (SV) Botaniska studier tillägnade F[rans] R[einhold] Kjellman den 4. Nov. 1906, Uppsala, Almqvist & Wiksell, 1906, OCLC 162461018.
- (SV) Om Spetsbergens marina, klorofyllförande Thallophyter, Stockholm, 1875-77, OCLC 186716232.